# Haarborstel

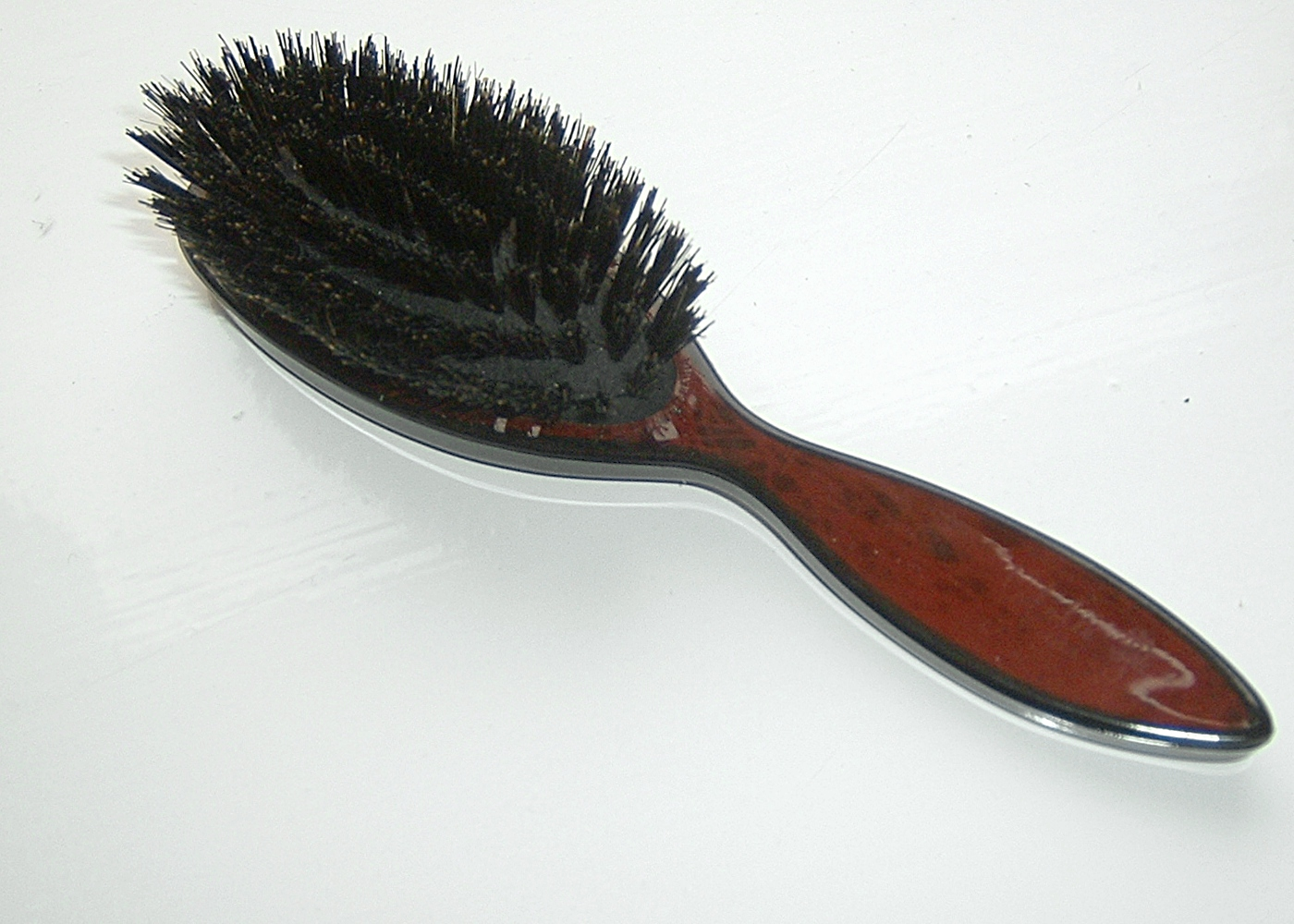
Een haarborstel

Een haarborstel is een borstel die wordt gebruikt voor hoofdhaar. De borstel wordt vooral gebruikt om haar dat in de war zit weer in een goede vorm te brengen. Ook kunnen met de borstel knopen in het haar worden verwijderd. Knopen in het haar komen vooral voor bij mensen die  lang haar hebben.

## Dieren
Een haarborstel wordt bij dieren gebruikt om losse haren of plukjes te verwijderen. Er bestaan speciale borstels die vooral wordt gebruikt voor honden, maar ook bij andere huisdieren is dat geschikt.